# Zarząd Przemysłu Maszynowego i Mechanizacji
Zarząd Przemysłu Maszynowego i Mechanizacji – centralna jednostka organizacyjna rządu istniejąca w latach 1952–1972, mająca na celu zorganizowanie i dostosowanie do potrzeb przemysłu spożywczego produkcji maszyn i sprzętu oraz mechanizacji.

## Powołanie Zarządu
Na podstawie uchwały Prezydium Rządu z 1952 r. w sprawie utworzenia w Ministerstwie Przemysłu Rolnego i Spożywczego Zarządu Przemysłu Maszynowego i Mechanizacji ustanowiono nowy Zarząd.

## Zakres działania Zarządu
Do zakresu działania Zarządu należały sprawy:
- produkcji maszyn i urządzeń dla przemysłu spożywczego według asortymentu uzgodnionego z Ministerstwem Przemysłu Maszynowego i zatwierdzonego przez Państwową Komisję Planowania Gospodarczego,
- produkcji nieseryjnych części zamiennych dla przemysłu spożywczego oraz seryjnych, nie wykonywanych przez przemysł, podległy Ministerstwu Przemysłu Maszynowego,
- remontów maszyn, urządzeń i aparatury oraz ich montażu i demontażu,
- mechanizacji i automatyzacji produkcji,
- mechanizacji transportu wewnątrzzakładowego;
- operatywny nadzór, koordynacja, kontrola i ogólne kierownictwo podległych przedsiębiorstw.

Zarządowi podporządkowano Przedsiębiorstwo Remontowo-Montażowe Przemysłu Rolnego i Spożywczego.
Minister Przemysłu Drobnego i Rzemiosła przekazał do resortu przemysłu rolnego i spożywczego następujące zakłady:
- Warszawską Fabrykę Pomp w Warszawie,
- Fabrykę Maszyn i Aparatów w Poznaniu,
- Polską Fabrykę Noży Dyfuzyjnych w Pruszkowie

Szczegółowy zakres działania i strukturę wewnętrzną Zarządu określił Minister Przemysłu Rolnego i Spożywczego za zgodą Państwowej Komisji Planowania Gospodarczego.

## Zniesienie Zarządu
Na podstawie uchwały Rady Ministrów z 1972 r. w sprawie utraty mocy obowiązującej niektórych uchwał Rady Ministrów, Prezydium Rządu, Komitetu Ekonomicznego Rady Ministrów i Komitetu Ministrów do Spraw Kultury, ogłoszonych w Monitorze Polskim zniesiono Zarząd Przemysłu Maszynowego i Mechanizacji.